# Phormictopus cancerides
Phormictopus cancerides är en spindelart som först beskrevs av Pierre André Latreille 1806.  Phormictopus cancerides ingår i släktet Phormictopus och familjen fågelspindlar.

## Underarter
Arten delas in i följande underarter:
- P. c. centumfocensis
- P. c. tenuispinus